# Kingsburg (Kalifornia)
Kingsburg város az USA Kalifornia államában, Fresno megyében. Lakosainak száma 12 380 fő (2020. április 1.).

## Története
Kingsburg eredetileg a Central Pacific Railroad megállója volt, Kings River Switch néven, amikor 1873-ban befejezte a Valley Line-t. 1874-ben Kingsburg neve Wheatville lett, és postahivatala is volt, később még ugyanebben az évben Kingsbury-re változtatták a nevét. 1908-ban várossá vált. 1921-re Kingsburg három mérföldes körzetében a lakosság kilencvennégy százaléka svéd-amerikai volt, amiért a település a „Kis Svédország” becenevet kapta. A város legtöbb kiskereskedelmi üzletét svéd építészeti stílusban tervezték.

## Népesség
A település népességének változása:

| 2010 | 11 382 |
| 2020 | 12 380 |